# شارون میچل
شارون میچل (انگلیسی: Sharon Mitchell؛ زاده ۱۸ ژانویهٔ ۱۹۵۶) یک سکس‌شناس آمریکایی (اهل ایالات متحده آمریکا) و بازیگر پیشین پورنوگرافی است. در سال ۱۹۹۸ او بنیاد بهداشتی درمانی صنعت بزرگسالان (Adult Industry Medical Health Care Foundation) را بنا نهاد. این بنیاد از ۱۰۰۰ بازیگر پورنوگرافی هر ماه تست گرفت و در سال ۲۰۱۱ وقتی اطلاعات آزمایش‌های او به بیرون درز کرد قانون‌گذران کلینیک او را بستند.

## زندگی خصوصی
شارون میچل را در یک خانواده تک فرزندی به فرزندی پذیرفتند و او را کاتولیک پروراندند و پیش از اینکه بازیگر پورن شود او را در سن ۱۷ سالگی شوهر دادند.

## جایزه‌ها
او عضو جایزه ای‌وی‌ان و تالار افتخارات ایکس‌آرسی‌او است (از سال ۱۹۸۸).
- اتحادیه منتقدان فیلم بالغان (Critics Adult Film Association) بهترین بازیگر پشتیبان برای فیلم Blue Jeans